# Nedovršene priče
Nedovršene priče je treći album sastava Novi fosili objavljen 1980. godine u izdanju Jugotona.

## O albumu
Album je snimljen u tada vodećem milanskom General Recording Sound studiju u produkciji dubrovačkog glazbenika Luke Bratičevića. Sadrži 10 pjesama za koje je glazbu napisao Rajko Dujmić (osim dvije Kočiševe pjesme), tekstove su pisali Dea Volarić, Mile Rupčić i Momčilo Popadić dok su aranžmane napravili Dujmić i manjim dijelom Kočiš. Ploča se ističe visokom kvalitetom i čistoćom tonske produkcije te naglašenom dominacijom ženskog pratećeg vokala Vesne Srečković.

## Popis pjesama
A strana
1. "Nikad više staro vino" - 3:24 
(Rajko Dujmić, Momčilo Popadić, Rajko Dujmić)
2. "Tako je malo riječi palo" - 3:23
(Rajko Dujmić, Dea Volarić, Rajko Dujmić)
3. "Šuti, moj dječače plavi" - 3:13
(Rajko Dujmić, Dea Volarić, Rajko Dujmić)
4. "Ti si moja kiša blaga" - 3:28
(Rajko Dujmić, Momčilo Popadić, Rajko Dujmić)
5. "Li, la, lo" - 3:08
(Rajko Dujmić, Mario Mihaljević, Rajko Dujmić)

B strana
1. "Najdraže moje" - 3:27
(Rajko Dujmić, Dea Volarić, Rajko Dujmić)
2. "Zbogom" - 3:18
(Vladimir Kočiš, Dea Volarić, Vladimir Kočiš)
3. "Ja nisam taj" - 3:41
(Rajko Dujmić, Krsto Juras, Rajko Dujmić)
4. "Gotovo je s nama" - 3:02
(Vladimir Kočiš, Mile Rupčić, Vladimir Kočiš)
5. "Kraj ljubavi" - 3:20
(Rajko Dujmić, Dea Volarić, Rajko Dujmić)